# Східний Логон
Східний Логон (фр. Logone Oriental, араб. منطقة لوقون الشرقي) — адміністративний регіон  в Республіці Чад.
- Адміністративний центр - місто Доба.
- Інші міста - Бебеджіа, Баїбокум.
- Площа - 24 000 км², населення - 796 453 особи (2009 рік).

## Географія
Регіон Східний Логон розташований на крайньому півдні Чаду. Назву свою отримав від річки Логон. На півночі межує з регіонами Західний Логон та Танджиле, на сході з регіоном Мандуль. На заході кордоном регіону є державний кордон Чаду з Камеруном, на півдні проходить державний кордон між Чадом і Центральноафриканської Республікою. Територіально регіон відповідає префектурі тієї ж назви, яка перебувала тут раніше.

## Населення
Найбільшою етнографічною групою в Східному Логоні є народ сара (50% від загального числа мешканців). Проживають тут також народності мбум, гор, нгула.
За віросповіданням більшість мешканців - християни та анімісти.

## Адміністративний поділ
В адміністративному відношенні Верхній Логон підрозділяється на 6 департаментів - Східне Коу (складається з 3 підпрефектур), Західне Коу (3 підпрефектур), Монт-де-Лам (5 підпрефектур), Нья (5 підпрефектури), Нья-Пенде (4 підпрефектури) та Пенде (3 підпрефектур).

## Економіка
Найважливішими галузями господарства регіону Східного Логон є видобуток нафти та вирощування бавовни.